# Dragpa Gyaltsen (Zimkhang Gongma)
Dragpa Gyaltsen, ook geschreven als Drakpa (Tölung, 1619 - 1656), was een Tibetaans tulku. Hij stond aan het begin van een conflict met de vijfde dalai lama dat uiteindelijk uitmondde in de eeuwen aanhoudende Dorje Shugden-controverse.

## Tulkulinie
Dragpa Gyaltsen is eveneens de naam van de tulkulinie, waarvan Dragpa Gyaltsen (1619-1656) de vierde erkende reïncarnatie is. De tulkulinie is als volgt:
0. Butön Rinchen Drub (1291-1364) - zetel in HET Shaluklooster
1. Pänchen Sönam Dragpa (1478-1554)
2. Sönam Yeshe Wangpo (1556-92) - zetel in Drepungklooster
3. Sönam Geleg Pälsang (1594-1615) - zetel in Drepungklooster
4. Dragpa Gyaltsen (1619-56) - zetel in Drepungklooster

## Reïncarnatie en jeugd
Toen de vierde dalai lama, Yönten Gyatso, in 1617 overleed, waren er twee kandidaten voor zijn opvolging, Ngawang Lobsang Gyatso en Dragpa Gyaltsen. De eerste werd uiteindelijk aangewezen als de rechtmatige reïncarnatie en benoemd tot vijfde dalai lama. Beide monniken zouden echter hun leven lang rivalen blijven.
Drakpa Gyaltsen werd erkend als de vierde incarnatie van de vijftiende Ganden tripa Pänchen Sönam Dragpa. Op de leeftijd van omstreeks 6 jaar werd hij bevestigd als de vierde tulku van het Drepungklooster en kreeg hij van de vierde pänchen lama de naam Drakpa Gyaltsen.
Drakpa Gyaltsen stond bekend als een briljante leerling, die zich ontwikkelde tot een charismatisch geleerde. Hij blonk verder vooral uit in het monastieke debat. Er bestond waarschijnlijk een aanzienlijke spanning tussen Drakpa Gyaltsen en de eerste minister van de dalai lama, desi Sönam Chöpel. Maar ook de vijfde dalai lama maakte in zijn autobiografie - geschreven na de dood van Drakpa Gyaltsen - een aantal negatieve opmerkingen over hem.

## Onnatuurlijke dood
In 1655 overleed Gyaltsen aan een onnatuurlijke dood. Volgens een lezing zou hij zelfmoord hebben gepleegd en volgens een andere lezing zou hij zijn vermoord door aanhangers van de dalai lama.
Volgens het Tibetaans boeddhisme nemen mensen die omgekomen zijn door een gewelddadige dood, een wedergeboorte van een boze geest aan. De legende wil, dat Gyaltsen na zijn dood de dalai lama opzocht, totdat die hem bedwong en hem verplichtte tot een eed als beschermer van de gelugleer. Sindsdien nam Gyaltsen de naam van Dorje Shugden aan, hoewel hij slechts een onderschikte rol speelde in vergelijking tot twee andere beschermgodheden van de gelugtraditie, Gyalpo Pehar en Pälden Lhamo. Pas in de 20e eeuw werd hij verheven tot een vooraanstaande rol door de boeddhistisch fundamentalist Pabongka.